# Station Rocamadour - Padirac
Station Rocamadour - Padirac is een spoorwegstation in de gemeente Rocamadour in het Franse departement Lot.